# 2000 en journalisme
| Années du journalisme : 1997 - 1998 - 1999 - 2000 - 2001 - 2002 - 2003    |
| Décennies du journalisme : 1970 - 1980 - 1990 - 2000 - 2010 - 2020 - 2030 |

Cet article présente les faits marquants de l'année 2000 en journalisme.

## Décès
- 5 février : Georges Koltanowski, joueur d'échecs et journaliste échiquéen belge
- 22 juin : Michel Droit, romancier, journaliste et académicien français
- 19 novembre : Robert Escarpit, universitaire, écrivain et journaliste français
- 27 novembre : Jacques Sallebert, journaliste français
- 2 décembre : Daniel Singer, journaliste polonais
- 15 décembre : Jacques Goddet, sportif et journaliste français, fondateur de L'Équipe